# Tygodnik Petersburski
«Tygodnik Petersburski» (рус. Еженедельник петербургский) — периодическое издание, политико-литературная газета, выходившая в Санкт-Петербурге в 1830—1858 годах под редакцией Юзефа Эмманюэля (Осипа Антоновича) Пржецлавского и Франциска Иеронима (Франца Семёновича) Малевского.
Разрешение на издание газеты получил Николай Малиновский, однако сам издавать газету не смог и передал дело Юзефу Пржецлавскому. На страницах газеты осуждалось Ноябрьское восстание, и в результате уже в 1832 году «Tygodnik Petersburski» стал официальной правительственной газетой Царства Польского и начал выходить дважды в неделю (в среды и пятницы).
С 1841 года — орган так называемой «Петербургской котерии» — примирительной, процарской, консервативной и ортодоксально католической группы писателей (Казимир Буйницкий, Игнатий Головинский, Михаил Грабовский, Генрик Ржевуский, Александр Пшазьдецкий, Юзеф Эммануэль Пржецлавский, Станислав Холоневский, Людвик Штырмер). Некоторое время сотрудниками «Еженедельника» являлись Феликс Езерский и Юзеф Игнатий Крашевский. Влияние «котерии» было таким авторитетным, что другой взгляд на литературу и общественную жизнь высказывался только в неподцензурных изданиях. Однако после выхода двухтомника «Mieszaniny obyczajowe» Генрика Ржевуского поднялась огромная волна критики, которую поддержал даже Юзеф Крашевский. Вскоре, однако, и он попал под огонь критики молодых литераторов, которые основали в Киеве альманах «Gwiazda», и это вернуло его в лагерь «Еженедельник Петербургского».
Издание боролось с прогрессивными течениями философской мысли, выступала против демократических романтических тенденций в современной польской литературе. Его целью была пропаганда польской национальной литературы, особенно исторических романов вальтерскоттовского типа, в положительном свете рисующих шляхетское прошлое. Упоминания о культуре, языке местного народа если и попадали в статьи, то только в контексте использования для потребностей польской литературы или культуры. После событий 1848 года «Tygodnik» утратил популярность.